# Llista de diputats del Parlament de Catalunya (I Legislatura)
A continuació hi ha la llista de diputats del Parlament de Catalunya de la I legislatura, el conjunt de càrrecs electes que constitueixen el Parlament de Catalunya fruit dels resultats de les eleccions al Parlament de Catalunya de 1980.

## Diputats
Informació actualitzada per un bot. Els canvis manuals es perdran quan s'actualitzi!
| Imatge | Nom                                | Grup                                                          | Circumscripció | Inici del mandat | Fi del mandat | Reemplaça                   | Reemplaçat per                | Dades                         |
| ------ | ---------------------------------- | ------------------------------------------------------------- | -------------- | ---------------- | ------------- | --------------------------- | ----------------------------- | ----------------------------- |
|        | José Acosta Sánchez                | Grup Andalusista                                              | Barcelona      | 30-07-1980       | 10-12-1980    |                             |                               | Modifica les dades a Wikidata |
|        | José Acosta Sánchez                | no adscrit                                                    | Barcelona      | 10-12-1980       | 13-04-1983    |                             |                               | Modifica les dades a Wikidata |
|        | José Acosta Sánchez                | Grup Mixt                                                     | Barcelona      | 10-04-1980       | 30-07-1980    |                             |                               | Modifica les dades a Wikidata |
|        | Josep Maria Ainaud de Lasarte      | grup parlamentari de Convergència i Unió                      | Barcelona      | 10-04-1980       | 20-03-1984    |                             |                               | Modifica les dades a Wikidata |
|        | Macià Alavedra i Moner             | grup parlamentari de Convergència i Unió                      | Barcelona      | 10-04-1980       | 20-03-1984    |                             |                               | Modifica les dades a Wikidata |
|        | Albert Alay i Serret               | grup parlamentari d'Esquerra Republicana de Catalunya         | Barcelona      | 10-04-1980       | 20-03-1984    |                             |                               | Modifica les dades a Wikidata |
|        | Alfred Albiol i Paps               | grup parlamentari de Convergència i Unió                      | Barcelona      | 10-04-1980       | 20-03-1984    |                             |                               | Modifica les dades a Wikidata |
|        | Alfredo Amestoy Sáenz              | grup parlamentari del Partit Socialista Unificat de Catalunya | Barcelona      | 10-04-1980       | 20-03-1984    |                             |                               | Modifica les dades a Wikidata |
|        | Josep Andreu i Abelló              | Grup Socialista                                               | Barcelona      | 10-04-1980       | 20-03-1984    |                             |                               | Modifica les dades a Wikidata |
|        | Pere Ardiaca i Martí               | grup parlamentari del Partit Socialista Unificat de Catalunya | Lleida         | 10-04-1980       | 10-12-1981    |                             |                               | Modifica les dades a Wikidata |
|        | Pere Ardiaca i Martí               | no adscrit                                                    | Lleida         | 10-12-1981       | 01-07-1983    |                             |                               | Modifica les dades a Wikidata |
|        | Pere Ardiaca i Martí               | Grup Mixt                                                     | Lleida         | 01-07-1983       | 20-03-1984    |                             |                               | Modifica les dades a Wikidata |
|        | Lluís Armet i Coma                 | Grup Socialista                                               | Barcelona      | 10-04-1980       | 20-03-1984    |                             |                               | Modifica les dades a Wikidata |
|        | Pere Ayguadé i Ayguadé             | Grup Socialista                                               | Lleida         | 10-04-1980       | 20-03-1984    |                             |                               | Modifica les dades a Wikidata |
|        | Rosa Barenys i Martorell           | Grup Socialista                                               | Barcelona      | 10-04-1980       | 20-03-1984    |                             |                               | Modifica les dades a Wikidata |
|        | Heribert Barrera i Costa           | grup parlamentari d'Esquerra Republicana de Catalunya         | Barcelona      | 10-04-1980       | 20-03-1984    |                             |                               | Modifica les dades a Wikidata |
|        | Josep Benet i Morell               | Grup Mixt                                                     | Barcelona      | 01-07-1983       | 20-03-1984    |                             |                               | Modifica les dades a Wikidata |
|        | Josep Benet i Morell               | no adscrit                                                    | Barcelona      | 30-07-1980       | 01-07-1983    |                             |                               | Modifica les dades a Wikidata |
|        | Josep Benet i Morell               | Grup Mixt                                                     | Barcelona      | 10-04-1980       | 30-07-1980    |                             |                               | Modifica les dades a Wikidata |
|        | Joan Besa i Esteve                 | Grup Mixt                                                     | Lleida         | 01-07-1983       | 05-09-1983    |                             |                               | Modifica les dades a Wikidata |
|        | Joan Besa i Esteve                 | no adscrit                                                    | Lleida         | 01-09-1982       | 01-07-1983    |                             |                               | Modifica les dades a Wikidata |
|        | Joan Besa i Esteve                 | grup parlamentari de Centristes                               | Lleida         | 05-09-1983       | 20-03-1984    |                             |                               | Modifica les dades a Wikidata |
|        | Joan Besa i Esteve                 | grup parlamentari de Centristes                               | Lleida         | 10-04-1980       | 01-09-1982    |                             |                               | Modifica les dades a Wikidata |
|        | Francesc Xavier Bigatà i Ribé      | grup parlamentari de Convergència i Unió                      | Barcelona      | 10-04-1980       | 20-03-1984    |                             |                               | Modifica les dades a Wikidata |
|        | Jordi Borja Sebastià               | grup parlamentari del Partit Socialista Unificat de Catalunya | Barcelona      | 10-04-1980       | 20-03-1984    |                             |                               | Modifica les dades a Wikidata |
|        | Josep Borràs i Gené                | grup parlamentari de Convergència i Unió                      | Lleida         | 10-04-1980       | 20-03-1984    |                             |                               | Modifica les dades a Wikidata |
|        | Dolors Calvet i Puig               | grup parlamentari del Partit Socialista Unificat de Catalunya | Barcelona      | 10-04-1980       | 20-03-1984    |                             |                               | Modifica les dades a Wikidata |
|        | Teresa Eulàlia Calzada Isern       | grup parlamentari del Partit Socialista Unificat de Catalunya | Barcelona      | 10-04-1980       | 20-03-1984    |                             |                               | Modifica les dades a Wikidata |
|        | Ramon Camp i Batalla               | grup parlamentari de Convergència i Unió                      | Barcelona      | 10-04-1980       | 20-03-1984    |                             |                               | Modifica les dades a Wikidata |
|        | Ferran Camps i Vallejo             | grup parlamentari de Convergència i Unió                      | Barcelona      | 10-04-1980       | 20-03-1984    |                             |                               | Modifica les dades a Wikidata |
|        | Jaume Camps i Rovira               | grup parlamentari de Convergència i Unió                      | Barcelona      | 10-04-1980       | 20-03-1984    |                             |                               | Modifica les dades a Wikidata |
|        | Vicenç Capdevila i Cardona         | no adscrit                                                    | Barcelona      | 24-01-1983       | 01-07-1983    |                             |                               | Modifica les dades a Wikidata |
|        | Vicenç Capdevila i Cardona         | Grup Mixt                                                     | Barcelona      | 01-07-1983       | 20-03-1984    |                             |                               | Modifica les dades a Wikidata |
|        | Vicenç Capdevila i Cardona         | grup parlamentari de Centristes                               | Barcelona      | 10-04-1980       | 24-01-1983    |                             |                               | Modifica les dades a Wikidata |
|        | Ignasi Carner i Jorba              | grup parlamentari de Convergència i Unió                      | Barcelona      | 10-04-1980       | 20-03-1984    |                             |                               | Modifica les dades a Wikidata |
|        | Esteban Casado Poveda              | Grup Socialista                                               | Barcelona      | 10-04-1980       | 20-03-1984    |                             |                               | Modifica les dades a Wikidata |
|        | Josep Maria Casals i Guiu          | grup parlamentari de Convergència i Unió                      | Barcelona      | 10-04-1980       | 20-03-1984    |                             |                               | Modifica les dades a Wikidata |
|        | Marçal Casanovas i Guerri          | grup parlamentari d'Esquerra Republicana de Catalunya         | Girona         | 10-04-1980       | 20-03-1984    |                             |                               | Modifica les dades a Wikidata |
|        | Francesc Casares i Potau           | Grup Socialista                                               | Barcelona      | 10-04-1980       | 20-03-1984    |                             |                               | Modifica les dades a Wikidata |
|        | Jordi Casas-Salat i Fossas         | grup parlamentari d'Esquerra Republicana de Catalunya         | Barcelona      | 02-12-1980       | 20-03-1984    | Josep Maria Poblet i Guarro |                               | Modifica les dades a Wikidata |
|        | Anton Cañellas i Balcells          | Grup Mixt                                                     | Barcelona      | 01-07-1983       | 20-03-1984    |                             |                               | Modifica les dades a Wikidata |
|        | Anton Cañellas i Balcells          | grup parlamentari de Centristes                               | Barcelona      | 10-04-1980       | 06-04-1983    |                             |                               | Modifica les dades a Wikidata |
|        | Anton Cañellas i Balcells          | no adscrit                                                    | Barcelona      | 06-04-1983       | 01-07-1983    |                             |                               | Modifica les dades a Wikidata |
|        | Carlos Cigarrán Rodil              | Grup Socialista                                               | Barcelona      | 10-04-1980       | 20-03-1984    |                             |                               | Modifica les dades a Wikidata |
|        | Higini Clotas i Cierco             | Grup Socialista                                               | Barcelona      | 10-04-1980       | 20-03-1984    |                             |                               | Modifica les dades a Wikidata |
|        | José Clua Queixalós                | grup parlamentari de Centristes                               | Tarragona      | 10-04-1980       | 20-03-1984    |                             |                               | Modifica les dades a Wikidata |
|        | Joan Codina i Torres               | Grup Socialista                                               | Barcelona      | 10-04-1980       | 20-03-1984    |                             |                               | Modifica les dades a Wikidata |
|        | Miquel Coll i Alentorn             | grup parlamentari de Convergència i Unió                      | Barcelona      | 10-04-1980       | 20-03-1984    |                             |                               | Modifica les dades a Wikidata |
|        | Joan Colomines i Puig              | grup parlamentari de Convergència i Unió                      | Barcelona      | 10-04-1980       | 20-03-1984    |                             |                               | Modifica les dades a Wikidata |
|        | Joan Comas i Basagañas             | Grup Socialista                                               | Barcelona      | 10-04-1980       | 20-03-1984    |                             |                               | Modifica les dades a Wikidata |
|        | Alfons Carles Comín i Ros          | grup parlamentari del Partit Socialista Unificat de Catalunya | Barcelona      | 10-04-1980       | 23-07-1980    |                             | Josep Maria Corral i Belorado | Modifica les dades a Wikidata |
|        | Joan Cornudella i Barberà          | Grup Socialista                                               | Barcelona      | 10-04-1980       | 20-03-1984    |                             |                               | Modifica les dades a Wikidata |
|        | Josep Maria Corral i Belorado      | Grup Mixt                                                     | Barcelona      | 01-07-1983       | 20-03-1984    |                             |                               | Modifica les dades a Wikidata |
|        | Josep Maria Corral i Belorado      | no adscrit                                                    | Barcelona      | 10-12-1981       | 01-07-1983    |                             |                               | Modifica les dades a Wikidata |
|        | Josep Maria Corral i Belorado      | grup parlamentari del Partit Socialista Unificat de Catalunya | Barcelona      | 05-09-1980       | 10-12-1981    | Alfons Carles Comín i Ros   |                               | Modifica les dades a Wikidata |
|        | Francisco Craviotto Blanco         | Grup Socialista                                               | Lleida         | 10-04-1980       | 20-03-1984    |                             |                               | Modifica les dades a Wikidata |
|        | Antoni Cuadras Camps               | grup parlamentari del Partit Socialista Unificat de Catalunya | Barcelona      | 10-04-1980       | 20-03-1984    |                             |                               | Modifica les dades a Wikidata |
|        | Josep Maria Cullell i Nadal        | grup parlamentari de Convergència i Unió                      | Barcelona      | 10-04-1980       | 20-03-1984    |                             |                               | Modifica les dades a Wikidata |
|        | Francesc Dalmau i Norat            | grup parlamentari d'Esquerra Republicana de Catalunya         | Girona         | 10-04-1980       | 20-03-1984    |                             |                               | Modifica les dades a Wikidata |
|        | Joan Descals i Esquius             | grup parlamentari de Convergència i Unió                      | Tarragona      | 10-04-1980       | 20-03-1984    |                             |                               | Modifica les dades a Wikidata |
|        | Jordi Escoda i Vilà                | grup parlamentari de Convergència i Unió                      | Tarragona      | 10-04-1980       | 20-03-1984    |                             |                               | Modifica les dades a Wikidata |
|        | Raimon Escudé i Pladellorens       | grup parlamentari de Convergència i Unió                      | Barcelona      | 10-04-1980       | 20-03-1984    |                             |                               | Modifica les dades a Wikidata |
|        | Ramon Espasa i Oliver              | grup parlamentari del Partit Socialista Unificat de Catalunya | Barcelona      | 10-04-1980       | 20-03-1984    |                             |                               | Modifica les dades a Wikidata |
|        | Juanjo Ferreiro Suárez             | Grup Socialista                                               | Barcelona      | 10-04-1980       | 20-03-1984    |                             |                               | Modifica les dades a Wikidata |
|        | Q3827084                           | grup parlamentari de Convergència i Unió                      | Girona         | 10-04-1980       | 20-03-1984    |                             |                               | Modifica les dades a Wikidata |
|        | Helena Ferrer i Mallol             | grup parlamentari de Convergència i Unió                      | Barcelona      | 10-04-1980       | 20-03-1984    |                             |                               | Modifica les dades a Wikidata |
|        | Xavier Folch i Recasens            | grup parlamentari del Partit Socialista Unificat de Catalunya | Barcelona      | 10-04-1980       | 20-03-1984    |                             |                               | Modifica les dades a Wikidata |
|        | Jaume Fonolleda i Aspert           | grup parlamentari de Convergència i Unió                      | Barcelona      | 10-04-1980       | 20-03-1984    |                             |                               | Modifica les dades a Wikidata |
|        | Josep Fornas i Martínez            | grup parlamentari d'Esquerra Republicana de Catalunya         | Barcelona      | 10-04-1980       | 20-03-1984    |                             |                               | Modifica les dades a Wikidata |
|        | Agustí Forné Roé                   | grup parlamentari del Partit Socialista Unificat de Catalunya | Tarragona      | 10-04-1980       | 20-03-1984    |                             |                               | Modifica les dades a Wikidata |
|        | Ramon Franch Baiges                | no adscrit                                                    | Tarragona      | 02-02-1983       | 01-07-1983    |                             |                               | Modifica les dades a Wikidata |
|        | Ramon Franch Baiges                | Grup Mixt                                                     | Tarragona      | 01-07-1983       | 11-07-1983    |                             |                               | Modifica les dades a Wikidata |
|        | Ramon Franch Baiges                | grup parlamentari de Centristes                               | Tarragona      | 10-04-1980       | 02-02-1983    |                             |                               | Modifica les dades a Wikidata |
|        | Ramon Franch Baiges                | grup parlamentari de Centristes                               | Tarragona      | 11-07-1983       | 20-03-1984    |                             |                               | Modifica les dades a Wikidata |
|        | Francesc Frutos i Gras             | grup parlamentari del Partit Socialista Unificat de Catalunya | Barcelona      | 10-04-1980       | 20-03-1984    |                             |                               | Modifica les dades a Wikidata |
|        | Joan Ganyet i Solé                 | Grup Socialista                                               | Lleida         | 10-04-1980       | 20-03-1984    |                             |                               | Modifica les dades a Wikidata |
|        | Luís Andrés García Sáez            | Grup Socialista                                               | Barcelona      | 10-04-1980       | 20-03-1984    |                             |                               | Modifica les dades a Wikidata |
|        | Josep Garrell i Pubill             | grup parlamentari de Convergència i Unió                      | Barcelona      | 10-04-1980       | 20-03-1984    |                             |                               | Modifica les dades a Wikidata |
|        | Josep Maria Garreta i Cusidó       | grup parlamentari d'Esquerra Republicana de Catalunya         | Tarragona      | 23-03-1982       | 20-03-1984    | Josep Roig i Magrinyà       |                               | Modifica les dades a Wikidata |
|        | José Eduardo González Navas        | Grup Socialista                                               | Barcelona      | 10-04-1980       | 20-03-1984    |                             |                               | Modifica les dades a Wikidata |
|        | Santiago Guillén Fernàndez         | no adscrit                                                    | Barcelona      | 01-09-1982       | 01-07-1983    |                             |                               | Modifica les dades a Wikidata |
|        | Santiago Guillén Fernàndez         | Grup Mixt                                                     | Barcelona      | 01-07-1983       | 20-03-1984    |                             |                               | Modifica les dades a Wikidata |
|        | Santiago Guillén Fernàndez         | grup parlamentari de Centristes                               | Barcelona      | 23-03-1982       | 01-09-1982    | Higini Torras i Magem       |                               | Modifica les dades a Wikidata |
|        | Xavier Guitart i Domènech          | Grup Socialista                                               | Girona         | 10-04-1980       | 20-03-1984    |                             |                               | Modifica les dades a Wikidata |
|        | Antoni Gutiérrez Díaz              | grup parlamentari del Partit Socialista Unificat de Catalunya | Barcelona      | 10-04-1980       | 20-03-1984    |                             |                               | Modifica les dades a Wikidata |
|        | Francisco Hidalgo Gómez            | no adscrit                                                    | Barcelona      | 10-12-1980       | 01-07-1983    |                             |                               | Modifica les dades a Wikidata |
|        | Francisco Hidalgo Gómez            | Grup Andalusista                                              | Barcelona      | 30-07-1980       | 10-12-1980    |                             |                               | Modifica les dades a Wikidata |
|        | Francisco Hidalgo Gómez            | Grup Mixt                                                     | Barcelona      | 10-04-1980       | 30-07-1980    |                             |                               | Modifica les dades a Wikidata |
|        | Francisco Hidalgo Gómez            | Grup Mixt                                                     | Barcelona      | 01-07-1983       | 20-03-1984    |                             |                               | Modifica les dades a Wikidata |
|        | Joan Hortalà i Arau                | grup parlamentari d'Esquerra Republicana de Catalunya         | Barcelona      | 10-04-1980       | 20-03-1984    |                             |                               | Modifica les dades a Wikidata |
|        | Joaquim Jou i Fonollà              | Grup Socialista                                               | Barcelona      | 10-04-1980       | 20-03-1984    |                             |                               | Modifica les dades a Wikidata |
|        | Josep Laporte i Salas              | grup parlamentari de Convergència i Unió                      | Barcelona      | 10-04-1980       | 20-03-1984    |                             |                               | Modifica les dades a Wikidata |
|        | Marià Lorca i Bard                 | Grup Mixt                                                     | Girona         | 01-07-1983       | 20-03-1984    |                             |                               | Modifica les dades a Wikidata |
|        | Marià Lorca i Bard                 | grup parlamentari de Centristes                               | Girona         | 10-04-1980       | 10-09-1982    |                             |                               | Modifica les dades a Wikidata |
|        | Marià Lorca i Bard                 | no adscrit                                                    | Girona         | 10-09-1982       | 01-07-1983    |                             |                               | Modifica les dades a Wikidata |
|        | Felip Lorda i Alaiz                | Grup Socialista                                               | Barcelona      | 10-04-1980       | 20-03-1984    |                             |                               | Modifica les dades a Wikidata |
|        | Antoni Lucchetti i Farré           | grup parlamentari del Partit Socialista Unificat de Catalunya | Barcelona      | 10-04-1980       | 20-03-1984    |                             |                               | Modifica les dades a Wikidata |
|        | Agustín Luna Serrano               | grup parlamentari de Centristes                               | Barcelona      | 10-04-1980       | 20-03-1984    |                             |                               | Modifica les dades a Wikidata |
|        | Miguel López Tortosa               | grup parlamentari del Partit Socialista Unificat de Catalunya | Tarragona      | 10-04-1980       | 20-03-1984    |                             |                               | Modifica les dades a Wikidata |
|        | Enrique Manuel-Rimbau Tomás        | grup parlamentari de Centristes                               | Girona         | 10-04-1980       | 20-03-1984    |                             |                               | Modifica les dades a Wikidata |
|        | Joan Manuel Margalef Miralles      | no adscrit                                                    | Tarragona      | 01-09-1982       | 01-07-1983    |                             |                               | Modifica les dades a Wikidata |
|        | Joan Manuel Margalef Miralles      | grup parlamentari de Centristes                               | Tarragona      | 10-04-1980       | 01-09-1982    |                             |                               | Modifica les dades a Wikidata |
|        | Joan Manuel Margalef Miralles      | Grup Mixt                                                     | Tarragona      | 01-07-1983       | 20-03-1984    |                             |                               | Modifica les dades a Wikidata |
|        | Joan Josep Martí i Ferré           | grup parlamentari de Convergència i Unió                      | Tarragona      | 10-04-1980       | 20-03-1984    |                             |                               | Modifica les dades a Wikidata |
|        | Eduardo Martín Toval               | Grup Socialista                                               | Barcelona      | 10-04-1980       | 17-11-1982    |                             |                               | Modifica les dades a Wikidata |
|        | Jordi Martínez Planas              | grup parlamentari de Convergència i Unió                      | Girona         | 10-04-1980       | 20-03-1984    |                             |                               | Modifica les dades a Wikidata |
|        | Justiniano Martínez Medina         | grup parlamentari del Partit Socialista Unificat de Catalunya | Barcelona      | 10-04-1980       | 31-10-1980    |                             | Assumpció Sallés i González   | Modifica les dades a Wikidata |
|        | Ricard Masó i Llunes               | grup parlamentari de Convergència i Unió                      | Girona         | 10-04-1980       | 20-03-1984    |                             |                               | Modifica les dades a Wikidata |
|        | Marta Mata i Garriga               | Grup Socialista                                               | Tarragona      | 10-04-1980       | 20-03-1984    |                             |                               | Modifica les dades a Wikidata |
|        | Lluís Medir i Huerta               | grup parlamentari del Partit Socialista Unificat de Catalunya | Girona         | 10-04-1980       | 20-03-1984    |                             |                               | Modifica les dades a Wikidata |
|        | Josep Meseguer i Utgé              | grup parlamentari de Centristes                               | Lleida         | 10-04-1980       | 01-09-1982    |                             |                               | Modifica les dades a Wikidata |
|        | Josep Meseguer i Utgé              | Grup Mixt                                                     | Lleida         | 01-07-1983       | 20-03-1984    |                             |                               | Modifica les dades a Wikidata |
|        | Josep Meseguer i Utgé              | no adscrit                                                    | Lleida         | 01-09-1982       | 01-07-1983    |                             |                               | Modifica les dades a Wikidata |
|        | Isidre Molas i Batllori            | Grup Socialista                                               | Barcelona      | 10-04-1980       | 20-03-1984    |                             |                               | Modifica les dades a Wikidata |
|        | José Montero García                | Grup Socialista                                               | Girona         | 10-04-1980       | 20-03-1984    |                             |                               | Modifica les dades a Wikidata |
|        | Trinitat Neras Plaja               | grup parlamentari de Convergència i Unió                      | Girona         | 10-04-1980       | 20-03-1984    |                             |                               | Modifica les dades a Wikidata |
|        | Josep Maria Nolla i Panadès        | grup parlamentari de Convergència i Unió                      | Girona         | 10-04-1980       | 30-09-1982    |                             |                               | Modifica les dades a Wikidata |
|        | Joan Oliart i Pons                 | Grup Socialista                                               | Barcelona      | 10-04-1980       | 20-03-1984    |                             |                               | Modifica les dades a Wikidata |
|        | Enric Olivé Martínez               | grup parlamentari de Convergència i Unió                      | Tarragona      | 10-04-1980       | 20-03-1984    |                             |                               | Modifica les dades a Wikidata |
|        | Joan Oró i Florensa                | grup parlamentari de Convergència i Unió                      | Lleida         | 10-04-1980       | 15-09-1981    |                             | Joan Vallvé i Ribera          | Modifica les dades a Wikidata |
|        | Francesc Padullés Esteban          | grup parlamentari del Partit Socialista Unificat de Catalunya | Barcelona      | 10-04-1980       | 20-03-1984    |                             |                               | Modifica les dades a Wikidata |
|        | José Manuel Panisello Zaragoza     | grup parlamentari de Centristes                               | Tarragona      | 10-04-1980       | 20-03-1984    |                             |                               | Modifica les dades a Wikidata |
|        | Pere Parera i Cartró               | grup parlamentari de Convergència i Unió                      | Barcelona      | 10-04-1980       | 20-03-1984    |                             |                               | Modifica les dades a Wikidata |
|        | Alexandre Pedrós i Abelló          | grup parlamentari de Centristes                               | Barcelona      | 10-04-1980       | 20-03-1984    |                             |                               | Modifica les dades a Wikidata |
|        | Pere Pi-Sunyer i Bayo              | grup parlamentari de Convergència i Unió                      | Barcelona      | 10-04-1980       | 20-03-1984    |                             |                               | Modifica les dades a Wikidata |
|        | Joaquim Pibernat i Lleyxà          | grup parlamentari de Convergència i Unió                      | Barcelona      | 10-04-1980       | 20-03-1984    |                             |                               | Modifica les dades a Wikidata |
|        | Ramon Pla i Nadal                  | grup parlamentari de Convergència i Unió                      | Barcelona      | 10-04-1980       | 20-03-1984    |                             |                               | Modifica les dades a Wikidata |
|        | Albert Planasdemunt i Gubert       | Grup Mixt                                                     | Girona         | 01-07-1983       | 20-03-1984    |                             |                               | Modifica les dades a Wikidata |
|        | Albert Planasdemunt i Gubert       | grup parlamentari de Centristes                               | Girona         | 10-04-1980       | 01-09-1982    |                             |                               | Modifica les dades a Wikidata |
|        | Albert Planasdemunt i Gubert       | no adscrit                                                    | Girona         | 01-09-1982       | 01-07-1983    |                             |                               | Modifica les dades a Wikidata |
|        | Marcel Planellas i Aran            | grup parlamentari del Partit Socialista Unificat de Catalunya | Barcelona      | 10-04-1980       | 20-03-1984    |                             |                               | Modifica les dades a Wikidata |
|        | Josep Maria Poblet i Guarro        | grup parlamentari d'Esquerra Republicana de Catalunya         | Barcelona      | 10-04-1980       | 20-11-1980    |                             | Jordi Casas-Salat i Fossas    | Modifica les dades a Wikidata |
|        | Ferran Pont i Puntigam             | grup parlamentari de Convergència i Unió                      | Barcelona      | 10-04-1980       | 20-03-1984    |                             |                               | Modifica les dades a Wikidata |
|        | Pere Portabella i Ràfols           | grup parlamentari del Partit Socialista Unificat de Catalunya | Barcelona      | 05-02-1982       | 20-03-1984    |                             |                               | Modifica les dades a Wikidata |
|        | Pere Portabella i Ràfols           | no adscrit                                                    | Barcelona      | 30-07-1980       | 05-02-1982    |                             |                               | Modifica les dades a Wikidata |
|        | Pere Portabella i Ràfols           | Grup Mixt                                                     | Barcelona      | 10-04-1980       | 30-07-1980    |                             |                               | Modifica les dades a Wikidata |
|        | Miquel Porter i Moix               | grup parlamentari d'Esquerra Republicana de Catalunya         | Barcelona      | 30-03-1982       | 20-03-1984    | Francesc Vicens i Giralt    |                               | Modifica les dades a Wikidata |
|        | Joan Baptista Prats i Català       | Grup Socialista                                               | Barcelona      | 10-04-1980       | 20-09-1983    |                             |                               | Modifica les dades a Wikidata |
|        | Jesús Prujà i Puig                 | grup parlamentari d'Esquerra Republicana de Catalunya         | Barcelona      | 10-04-1980       | 20-03-1984    |                             |                               | Modifica les dades a Wikidata |
|        | Francesc Xavier Puig i Andreu      | grup parlamentari de Centristes                               | Lleida         | 10-04-1980       | 01-09-1982    |                             |                               | Modifica les dades a Wikidata |
|        | Francesc Xavier Puig i Andreu      | Grup Mixt                                                     | Lleida         | 01-07-1983       | 20-03-1984    |                             |                               | Modifica les dades a Wikidata |
|        | Francesc Xavier Puig i Andreu      | no adscrit                                                    | Lleida         | 01-09-1982       | 01-07-1983    |                             |                               | Modifica les dades a Wikidata |
|        | Antoni Puigvert i Gorro            | grup parlamentari d'Esquerra Republicana de Catalunya         | Lleida         | 10-04-1980       | 20-03-1984    |                             |                               | Modifica les dades a Wikidata |
|        | Jordi Pujol i Soley                | grup parlamentari de Convergència i Unió                      | Barcelona      | 10-04-1980       | 20-03-1984    |                             |                               | Modifica les dades a Wikidata |
|        | Eduard Punset i Casals             | grup parlamentari de Centristes                               | Barcelona      | 10-04-1980       | 15-09-1982    |                             |                               | Modifica les dades a Wikidata |
|        | Eduard Punset i Casals             | no adscrit                                                    | Barcelona      | 15-09-1982       | 12-11-1982    |                             |                               | Modifica les dades a Wikidata |
|        | Laureà Pérez Ciudad                | Grup Socialista                                               | Tarragona      | 10-04-1980       | 20-03-1984    |                             |                               | Modifica les dades a Wikidata |
|        | Alfonso Pérez Guerra               | grup parlamentari de Centristes                               | Barcelona      | 10-04-1980       | 20-03-1984    |                             |                               | Modifica les dades a Wikidata |
|        | Juan Ramos Camarero                | no adscrit                                                    | Barcelona      | 10-12-1981       | 01-07-1983    |                             |                               | Modifica les dades a Wikidata |
|        | Juan Ramos Camarero                | Grup Mixt                                                     | Barcelona      | 01-07-1983       | 20-03-1984    |                             |                               | Modifica les dades a Wikidata |
|        | Juan Ramos Camarero                | grup parlamentari del Partit Socialista Unificat de Catalunya | Barcelona      | 10-04-1980       | 10-12-1981    |                             |                               | Modifica les dades a Wikidata |
|        | Joan Reventós i Carner             | Grup Socialista                                               | Barcelona      | 10-04-1980       | 20-03-1984    |                             |                               | Modifica les dades a Wikidata |
|        | Rafael Ribó i Massó                | grup parlamentari del Partit Socialista Unificat de Catalunya | Barcelona      | 10-04-1980       | 20-03-1984    |                             |                               | Modifica les dades a Wikidata |
|        | Delfí Robinat i Elías              | grup parlamentari de Convergència i Unió                      | Lleida         | 10-04-1980       | 20-03-1984    |                             |                               | Modifica les dades a Wikidata |
|        | Joan Maria Roig                    | Grup Socialista                                               | Tarragona      | 10-04-1980       | 20-03-1984    |                             |                               | Modifica les dades a Wikidata |
|        | Josep Roig i Magrinyà              | grup parlamentari d'Esquerra Republicana de Catalunya         | Tarragona      | 10-04-1980       | 16-03-1982    |                             | Josep Maria Garreta i Cusidó  | Modifica les dades a Wikidata |
|        | Pere Roselló Esteban               | no adscrit                                                    | Lleida         | 01-09-1982       | 01-07-1983    |                             |                               | Modifica les dades a Wikidata |
|        | Pere Roselló Esteban               | Grup Mixt                                                     | Lleida         | 01-07-1983       | 20-03-1984    |                             |                               | Modifica les dades a Wikidata |
|        | Pere Roselló Esteban               | grup parlamentari de Centristes                               | Lleida         | 10-04-1980       | 01-09-1982    |                             |                               | Modifica les dades a Wikidata |
|        | Ramon Sala i Canadell              | grup parlamentari de Convergència i Unió                      | Girona         | 10-04-1980       | 20-03-1984    |                             |                               | Modifica les dades a Wikidata |
|        | Assumpció Sallés i González        | grup parlamentari del Partit Socialista Unificat de Catalunya | Barcelona      | 11-11-1980       | 20-03-1984    | Justiniano Martínez Medina  |                               | Modifica les dades a Wikidata |
|        | Antoni Santiburcio i Moreno        | Grup Socialista                                               | Barcelona      | 10-04-1980       | 20-03-1984    |                             |                               | Modifica les dades a Wikidata |
|        | Simeó Selga i Ubach                | grup parlamentari de Convergència i Unió                      | Barcelona      | 10-04-1980       | 20-03-1984    |                             |                               | Modifica les dades a Wikidata |
|        | Josep Maria Simó i Huguet          | Grup Socialista                                               | Tarragona      | 10-04-1980       | 20-03-1984    |                             |                               | Modifica les dades a Wikidata |
|        | Antoni Subirà i Claus              | grup parlamentari de Convergència i Unió                      | Barcelona      | 10-04-1980       | 20-03-1984    |                             |                               | Modifica les dades a Wikidata |
|        | Francesc Subirà i Rocamora         | grup parlamentari d'Esquerra Republicana de Catalunya         | Tarragona      | 10-04-1980       | 20-03-1984    |                             |                               | Modifica les dades a Wikidata |
|        | Salvador Sunyer i Aimeric          | Grup Socialista                                               | Girona         | 10-04-1980       | 20-03-1984    |                             |                               | Modifica les dades a Wikidata |
|        | Celestino Andrés Sánchez Ramos     | Grup Mixt                                                     | Barcelona      | 01-07-1983       | 20-03-1984    |                             |                               | Modifica les dades a Wikidata |
|        | Celestino Andrés Sánchez Ramos     | no adscrit                                                    | Barcelona      | 10-12-1981       | 01-07-1983    |                             |                               | Modifica les dades a Wikidata |
|        | Celestino Andrés Sánchez Ramos     | grup parlamentari del Partit Socialista Unificat de Catalunya | Barcelona      | 10-04-1980       | 10-12-1981    |                             |                               | Modifica les dades a Wikidata |
|        | Daniel Terradellas i Redon         | Grup Socialista                                               | Girona         | 10-04-1980       | 20-03-1984    |                             |                               | Modifica les dades a Wikidata |
|        | Esteve Tomàs i Torrens             | Grup Socialista                                               | Barcelona      | 10-04-1980       | 20-03-1984    |                             |                               | Modifica les dades a Wikidata |
|        | Higini Torras i Magem              | grup parlamentari de Centristes                               | Barcelona      | 10-04-1980       | 16-03-1982    |                             | Santiago Guillén Fernàndez    | Modifica les dades a Wikidata |
|        | Víctor Torres i Perenya            | grup parlamentari d'Esquerra Republicana de Catalunya         | Lleida         | 10-04-1980       | 20-03-1984    |                             |                               | Modifica les dades a Wikidata |
|        | Luis Valentín Fernández de Velasco | grup parlamentari del Partit Socialista Unificat de Catalunya | Barcelona      | 10-04-1980       | 20-03-1984    |                             |                               | Modifica les dades a Wikidata |
|        | Joan Vallvé i Ribera               | grup parlamentari de Convergència i Unió                      | Lleida         | 22-09-1981       | 20-03-1984    | Joan Oró i Florensa         |                               | Modifica les dades a Wikidata |
|        | Joan Ventura i Solé                | grup parlamentari de Convergència i Unió                      | Tarragona      | 10-04-1980       | 20-03-1984    |                             |                               | Modifica les dades a Wikidata |
|        | Miquel Verdeny Enrich              | grup parlamentari de Convergència i Unió                      | Lleida         | 10-04-1980       | 20-03-1984    |                             |                               | Modifica les dades a Wikidata |
|        | Francesc Vicens i Giralt           | grup parlamentari d'Esquerra Republicana de Catalunya         | Barcelona      | 10-04-1980       | 23-03-1982    |                             | Miquel Porter i Moix          | Modifica les dades a Wikidata |
|        | Joan Vidal i Gayolà                | grup parlamentari de Convergència i Unió                      | Girona         | 10-04-1980       | 20-03-1984    |                             |                               | Modifica les dades a Wikidata |
|        | Marià Vila-Abadal Vilaplana        | grup parlamentari de Convergència i Unió                      | Barcelona      | 10-04-1980       | 20-03-1984    |                             |                               | Modifica les dades a Wikidata |
|        | Lluís Virgili i Farrà              | grup parlamentari de Convergència i Unió                      | Lleida         | 10-04-1980       | 20-03-1984    |                             |                               | Modifica les dades a Wikidata |
|        | Maties Vives i March               | grup parlamentari del Partit Socialista Unificat de Catalunya | Tarragona      | 10-04-1980       | 20-03-1984    |                             |                               | Modifica les dades a Wikidata |
|        | Ramon Viñals i Soler               | Grup Mixt                                                     | Barcelona      | 01-07-1983       | 20-03-1984    |                             |                               | Modifica les dades a Wikidata |
|        | Ramon Viñals i Soler               | grup parlamentari d'Esquerra Republicana de Catalunya         | Barcelona      | 10-04-1980       | 03-02-1981    |                             |                               | Modifica les dades a Wikidata |
|        | Ramon Viñals i Soler               | no adscrit                                                    | Barcelona      | 03-02-1981       | 01-07-1983    |                             |                               | Modifica les dades a Wikidata |